# Casa Sloper
A Casa Sloper foi uma loja de joias, cristais, roupas, maquiagem, cama e mesa, decoração e brinquedos que viveu seu apogeu entre 1930 a 1950.

## História
A loja foi fundada em 1899 pelo inglês Henry Willmott Sloper: uma pequena loja de trinta metros quadrados na Rua do Ouvidor - RJ. 
O empreendimento chegou a ter mil e oitocentos (1.800) funcionários e filiais no Ceará, Pernambuco, Bahia, Minas Gerais, Paraná, Rio Grande do Sul.

A Casa Sloper é mencionada na música Bijuterias, composição de João Bosco em parceria com Aldir Blanc e que foi tema de abertura da novela transmitida pela rede Globo, O Astro, em suas duas versões. 
(...) 
Na idade em que estou
Aparecem os tiques, as manias
Transparentes Transparentes
Feito bijuterias
Pelas vitrines
Da Sloper da alma 

(...)

## Casa Sloper - Rio de Janeiro e Petrópolis
A Casa Sloper na rua Uruguaiana, no centro do Rio, ficava em um prédio em estilo art deco na década de 1950. Oferecia  uma  diversidade de produtos: acessórios como cordões, pulseiras, anéis, cosméticos, vestuário feminino, masculino e infantil, roupa de cama e mesa, brinquedos, cristais e objetos de decoração. Um presente da Casa Sloper era sinônimo de bom gosto. As atendentes estavam sempre elegantes com penteados impecáveis e uniformizadas, além de serem famosas por sua beleza e qualidade no atendimento.
Também teve filiais na zona norte do Rio, na Tijuca e no Méier. Apesar de menos charmosas, traziam consigo a mesma simbologia de ser uma Casa Sloper.  
Não faltava também uma loja na zona sul do Rio de Janeiro, que ficou na avenida Nossa Senhora de Copacabana, esquina com Raimundo Correa.
A Cidade Imperial, Petrópolis também tinha uma filial. Com tapete e corrimão dourado, oferecendo produtos de primeira qualidade como cristais, luvas de gala, máscaras de baile, a loja fazia sucesso na cidade serrana.

## Casa Sloper - Salvador
A Casa Sloper ficava no centro de Salvador, na requintada Rua Chile 21. Com seus perfumes, jóias e vestuários, concorria com  Lojas Duas Américas, também famosa no mercado baiano nas décadas de 1930 e 1960 e o Royal Palace que vendia porcelanas chinesas e prataria.

## Casa Sloper - São Paulo
A Casa Sloper encontrava-se à Rua Direita e já se diferenciava das demais lojas pelas suas vitrines muito bem produzidas. Famosa por suas bijuterias de excelente qualidade e elegantes vestidos e calçados, valorizava o  requinte, a  fineza, contrapondo com a Lojas Americanas que era mais popular. 

## Casa Sloper - Fortaleza
Entre 1940 e 1950, uma das lojas mais importantes em Fortaleza era a Casa Sloper. Especializada em alta moda (vestido, meias, luvas, chapéus), era frequentada por senhoras elegantes, já  acostumadas aos  estabelecimentos  comerciais de alto luxo. De tão sofisticada, causava inibição a muita gente.